# Valmunster
Valmunster település Franciaországban, Moselle megyében. Lakosainak száma 82 fő (2022. január 1.). Valmunster Bettange, Brettnach, Holling, Ottonville, Rémelfang, Vaudreching és Velving községekkel határos.

## Népesség
A település népessége az elmúlt években az alábbi módon változott:
| Lakosok száma | 94   | 93   | 104  | 94   | 90   | 86   | 85   | 83   | 82   |
|               | 2013 | 2015 | 2016 | 2017 | 2018 | 2019 | 2020 | 2021 | 2022 |